# Listă de filme de animație din 2006
Aceasta este o listă de filme de animație din anul 2006:
| Titlu | Țara | Regizor                                         | Studio                                                      | Tehnici de animație | Note                                                             |
| --- | --- | ----------------------------------------------- | ----------------------------------------------------------- | ------------------- | ---------------------------------------------------------------- |
| Aachi & Ssipak 아치와 씨팍                                                                                            | Coreea de Sud                                                                                             |                                                 |                                                             |                     |                                                                  |
| The Adventures of Brer Rabbit                                                                                         | Statele Unite ale Americii                                                                                |                                                 |                                                             |                     |                                                                  |
| The Adventures of Dragon Fruit 火龍果大冒險                                                                           | Taiwan |                                                 |                                                             |                     | [ 1 ] [ 2 ]                                                      |
| Alexander the Great                                                                                                   | Italia |                                                 |                                                             |                     |                                                                  |
| Amazing Lives of the Fast Food Grifters 立喰師列伝 (tachiguishi retsuden)                                             | Japonia                                                                                                   |                                                 |                                                             |                     |                                                                  |
| Animal Forest どうぶつの (Dōbutsu no Mori)                                                                            | Japonia                                                                                                   |                                                 |                                                             |                     |                                                                  |
| The Ant Bully | Statele Unite ale Americii                                                                                | John A. Davis                                   | Warner Bros. DNA Productions                                |                     |                                                                  |
| Arthur and the Invisibles Arthur et les Minimoys                                                                      | Franța |                                                 |                                                             |                     |                                                                  |
| Asterix and the Vikings                                                                                               | Franța · Danemarca                                                                                        |                                                 |                                                             |                     |                                                                  |
| Atagoal: Cat's Magical Forest アタゴオルは猫の森 (Atagoal wa Neko no Mori)                                            | Japonia                                                                                                   |                                                 |                                                             |                     |                                                                  |
| Azur & Asmar: The Princes' Quest Azur et Asmar                                                                        | Franța · Belgia · Spania · Italia                                                                         |                                                 |                                                             |                     |                                                                  |
| Bah, Humduck! A Looney Tunes Christmas                                                                                | Statele Unite ale Americii                                                                                |                                                 |                                                             |                     |                                                                  |
| Bambi II | Statele Unite ale Americii                                                                                | Brian Pimental                                  | Walt Disney Studios Home Entertainment DisneyToon Studios   | Traditional         |                                                                  |
| Barbie Diaries | Statele Unite ale Americii                                                                                |                                                 |                                                             |                     |                                                                  |
| Barbie in the 12 Dancing Princesses                                                                                   | Statele Unite ale Americii                                                                                |                                                 |                                                             |                     |                                                                  |
| Barbie: Mermaidia | Statele Unite ale Americii                                                                                |                                                 |                                                             |                     |                                                                  |
| Barnyard | Statele Unite ale Americii                                                                                | Steve Oedekerk                                  | Paramount Pictures Nickelodeon Movies O Entertainment       | CG animation        |                                                                  |
| Bleach: Memories of Nobody                                                                                            | Japonia                                                                                                   |                                                 |                                                             |                     |                                                                  |
| Blood Tea and Red String                                                                                              | Statele Unite ale Americii                                                                                |                                                 |                                                             |                     |                                                                  |
| The Blue Elephant aka. Jumbo ก้านกล้วย (Khan Kluay)                                                                     | Thailanda                                                                                                 |                                                 |                                                             |                     |                                                                  |
| Bratz Babyz: The Movie                                                                                                | Statele Unite ale Americii                                                                                |                                                 |                                                             |                     |                                                                  |
| Bratz - Genie Magic                                                                                                   | Statele Unite ale Americii                                                                                |                                                 |                                                             |                     |                                                                  |
| Bratz - Passion 4 Fashion Diamondz                                                                                    | Statele Unite ale Americii                                                                                |                                                 |                                                             |                     |                                                                  |
| Brave Story ブレイブ・ストーリー (Bureibu Stōrī)                                                                      | Japonia                                                                                                   |                                                 |                                                             |                     |                                                                  |
| Brother Bear 2 | Statele Unite ale Americii                                                                                | Ben Gluck                                       | Walt Disney Studios Home Entertainment<brDisneyToon Studios | Traditional         |                                                                  |
| Cars | Statele Unite ale Americii                                                                                | John Lasseter                                   | Walt Disney Pictures Pixar                                  | CG animation        |                                                                  |
| Casper's Scare School                                                                                                 | Statele Unite ale Americii                                                                                |                                                 |                                                             | CG animation        |                                                                  |
| Chika: The Rite of Perdition                                                                                          | Statele Unite ale Americii                                                                                |                                                 |                                                             |                     |                                                                  |
| A Christmas Carol: Scrooge's Ghostly Tale                                                                             | Statele Unite ale Americii                                                                                |                                                 |                                                             |                     |                                                                  |
| City of Rott | Statele Unite ale Americii                                                                                |                                                 |                                                             |                     |                                                                  |
| Codename: Kids Next Door: Operation Z.E.R.O                                                                           | Statele Unite ale Americii                                                                                |                                                 |                                                             |                     |                                                                  |
| Crayon Shin-chan: Dance! Amigo!                                                                                       | Japonia                                                                                                   |                                                 |                                                             |                     |                                                                  |
| Cristobal Molón | Spania |                                                 |                                                             |                     |                                                                  |
| Curious George | Statele Unite ale Americii                                                                                | Matthew O'Callaghan                             | Universal Pictures Universal Animation Studios              | Traditional         |                                                                  |
| Davie & Golimyr | Statele Unite ale Americii                                                                                |                                                 |                                                             |                     | [ 3 ]                                                            |
| Desmond & the Swamp Barbarian Trap Desmond & Träskpatraskfällan                                                       | Suedia |                                                 |                                                             |                     |                                                                  |
| Detective Conan: The Private Eyes' Requiem                                                                            | Japonia                                                                                                   |                                                 |                                                             |                     |                                                                  |
| Dieter - The Film Dieter - Der Film                                                                                   | Germania                                                                                                  |                                                 |                                                             |                     |                                                                  |
| Dobrynya Nikitich and Zmey Gorynych Добрыня Никитич и Змей Горыныч                                                    | Rusia |                                                 |                                                             |                     |                                                                  |
| Doogal | Franța · Regatul Unit al Marii Britanii și al Irlandei de Nord · Statele Unite ale Americii               |                                                 |                                                             |                     | a re-edited and re-voiced version of 2005's The Magic Roundabout |
| Doraemon: Nobita's Dinosaur 2006                                                                                      | Japonia                                                                                                   |                                                 |                                                             |                     |                                                                  |
| Dragons: Destiny of Fire Dragones: destino de fuego                                                                   | Peru |                                                 |                                                             |                     |                                                                  |
| An Egg Film Una Película de huevos                                                                                    | Mexic |                                                 |                                                             |                     |                                                                  |
| Elka, We Will Save Antarctica! Элька. Мы спасем Антарктиду! (Elka. My spasyom Antarctidu!)                            | Rusia |                                                 |                                                             |                     | [ 4 ]                                                            |
| The Emperor's Secret Keisarin salaisuus                                                                               | Finlanda                                                                                                  |                                                 |                                                             |                     |                                                                  |
| Especial Особенный (Osobennyy)                                                                                        | Rusia |                                                 |                                                             |                     |                                                                  |
| Everyone's Hero | Canada · Statele Unite ale Americii                                                                       | Colin Brady Christopher Reeve Daniel St. Pierre | 20th Century Fox Arc Productions                            | Traditional         |                                                                  |
| Felix 2 - The Hare and the Verflixte Time Machine Felix 2 - Der Hase und die verflixte Zeitmaschine                   | Germania                                                                                                  |                                                 |                                                             |                     |                                                                  |
| Fimfárum 2 | Cehia · Germania                                                                                          |                                                 |                                                             |                     |                                                                  |
| Flushed Away | Regatul Unit al Marii Britanii și al Irlandei de Nord · Statele Unite ale Americii                        | David Bowers Sam Fell                           | Paramount Pictures DreamWorks Animation Aardman Animations  | CG animation        |                                                                  |
| Foster's Home For Imaginary Friends: Good Wilt Hunting                                                                | Statele Unite ale Americii                                                                                |                                                 |                                                             |                     |                                                                  |
| The Fox and the Hound 2                                                                                               | Statele Unite ale Americii                                                                                | Jim Kammerud                                    | Walt Disney Studios Home Entertainment DisneyToon Studios   | Traditional         |                                                                  |
| Franklin and Granny's Secret                                                                                          | Canada · Franța                                                                                           |                                                 |                                                             |                     |                                                                  |
| Free Jimmy Slipp Jimmy fri                                                                                            | Norvegia · Regatul Unit al Marii Britanii și al Irlandei de Nord                                          |                                                 |                                                             |                     |                                                                  |
| Ghost in the Shell: Stand Alone Complex - Solid State Society                                                         | Japonia                                                                                                   |                                                 |                                                             |                     |                                                                  |
| The Girl Who Leapt Through Time (Toki o kakeru shôjo)                                                                 | Japonia                                                                                                   |                                                 |                                                             |                     |                                                                  |
| The Hairy Tooth Fairy Pérez, el ratoncito de tus sueños                                                               | Spania · Argentina                                                                                        |                                                 |                                                             |                     |                                                                  |
| Happy Feet | Australia · Statele Unite ale Americii                                                                    | George Miller                                   | Warner Bros. Animal Logic                                   | CG animation        |                                                                  |
| Hellboy Animated: Sword of Storms                                                                                     | Statele Unite ale Americii                                                                                |                                                 |                                                             |                     |                                                                  |
| Hui Buh: The Goofy Ghost Hui Buh - Das Schlossgespenst                                                                | Germania                                                                                                  |                                                 |                                                             |                     |                                                                  |
| Ice Age: The Meltdown                                                                                                 | Statele Unite ale Americii                                                                                | Carlos Saldanha                                 | 20th Century Fox Blue Sky Studios                           | CG animation        |                                                                  |
| Impy's Island Urmel aus dem Eis                                                                                       | Germania                                                                                                  |                                                 |                                                             |                     |                                                                  |
| John Paul II: The Friend of All Humanity Juan Pablo II, el amigo de toda la humanidad                                 | Vatican · Spania                                                                                          |                                                 |                                                             |                     |                                                                  |
| John Seven Seven João Sete Sete                                                                                       | Portugalia                                                                                                |                                                 |                                                             |                     |                                                                  |
| Kittu | India |                                                 |                                                             |                     |                                                                  |
| Kong: Return To The Jungle                                                                                            | Statele Unite ale Americii                                                                                |                                                 |                                                             |                     |                                                                  |
| Krishna | India |                                                 |                                                             |                     |                                                                  |
| The Land Before Time XII: The Great Day of the Flyers                                                                 | Statele Unite ale Americii                                                                                |                                                 |                                                             |                     |                                                                  |
| The Legend of Sasquatch                                                                                               | Statele Unite ale Americii                                                                                |                                                 |                                                             |                     |                                                                  |
| Leroy & Stitch | Statele Unite ale Americii                                                                                | Roberts Gannaway Tony Craig                     | Walt Disney Studios Home Entertainment DisneyToon Studios   | Traditional         |                                                                  |
| The Little Bastard and the Old Fart: Death Sucks Das Kleine Arschloch und der alte Sack - Sterben ist Scheiße         | Germania                                                                                                  |                                                 |                                                             |                     |                                                                  |
| Live Freaky! Die Freaky!                                                                                              | Statele Unite ale Americii                                                                                |                                                 |                                                             |                     |                                                                  |
| Livin' It Up With Bratz                                                                                               | Statele Unite ale Americii                                                                                |                                                 |                                                             |                     |                                                                  |
| Lotte from Gadgetville Leiutajateküla Lotte                                                                           | Estonia · Letonia                                                                                         |                                                 |                                                             |                     |                                                                  |
| The Magic Cube El cubo mágico                                                                                         | Spania | Ángel Izquierdo                                 | M5 Audiovisual, Milimetros Feature Animation                | Traditional         | [ 5 ] [ 6 ]                                                      |
| McDull, the Alumni 春天花花同學會 (Chun tian hua hua tong xue hui)                                                    | Hong Kong                                                                                                 |                                                 |                                                             |                     |                                                                  |
| Mobile Suit Gundam SEED Destiny: Special Edition I - The Broken World                                                 | Japonia                                                                                                   |                                                 |                                                             |                     |                                                                  |
| Mobile Suit Gundam SEED Destiny: Special Edition II - Respective Swords                                               | Japonia                                                                                                   |                                                 |                                                             |                     |                                                                  |
| Mobile Suit Gundam SEED Destiny: Special Edition III - The Hellfire Of Destiny                                        | Japonia                                                                                                   |                                                 |                                                             |                     |                                                                  |
| Mobile Suit Zeta Gundam: A New Translation III - Love is the Pulse of the Stars                                       | Japonia                                                                                                   |                                                 |                                                             |                     |                                                                  |
| Monster House | Statele Unite ale Americii                                                                                | Gil Kenan                                       | Columbia Pictures ImageMovers                               |                     |                                                                  |
| Mulan II | Statele Unite ale Americii                                                                                | Darrell Rooney Lynne Southerland                | Walt Disney Studios Home Entertainment DisneyToon Studios   | Traditional         |                                                                  |
| My Little Pony: The Princess Promenade                                                                                | Statele Unite ale Americii                                                                                |                                                 |                                                             |                     |                                                                  |
| Naruto the Movie 3: The Animal Riot of Crescent Moon Island                                                           | Japonia                                                                                                   |                                                 |                                                             |                     |                                                                  |
| Les naufragés de Carthage لتحي كرطاقو                                                                                 | Tunisia                                                                                                   |                                                 |                                                             |                     |                                                                  |
| One Piece: The Giant Mechanical Soldier of Karakuri Castle                                                            | Japonia                                                                                                   |                                                 |                                                             |                     |                                                                  |
| Open Season | Statele Unite ale Americii                                                                                | Jill Culton Roger Allers Anthony Stacchi        | Columbia Pictures Sony Pictures Animation                   | CG animation        |                                                                  |
| Origin: Spirits of the Past 銀色の髪のアギト (Gin-iro no Kami no Agito)                                               | Japonia                                                                                                   |                                                 |                                                             |                     |                                                                  |
| Over the Hedge | Statele Unite ale Americii                                                                                | Tim Johnson Karey Kirkpatrick                   | Paramount Pictures DreamWorks Animation                     | CG animation        |                                                                  |
| Paprika パプリカ (Papurika)                                                                                           | Japonia                                                                                                   |                                                 |                                                             |                     |                                                                  |
| Patoruzito: The Great Adventure Patoruzito: La gran aventura                                                          | Argentina                                                                                                 |                                                 |                                                             |                     |                                                                  |
| Piccolo, Saxo and Company Piccolo, Saxo et compagnie aka. Piccolo, Saxo et cie                                        | Franța |                                                 |                                                             |                     |                                                                  |
| Pokémon Ranger and the Temple of the Sea ポケモンレンジャーと蒼海の王子 マナフィ, Pokémon Renjā to Umi no Ōji: Manafi | Japonia                                                                                                   |                                                 |                                                             |                     |                                                                  |
| PollyWorld | Statele Unite ale Americii                                                                                |                                                 |                                                             |                     |                                                                  |
| Pretty Cure Splash Star Tic-Tac Crisis Hanging by a Thin Thread!                                                      | Japonia                                                                                                   |                                                 |                                                             |                     |                                                                  |
| Princess | Danemarca · Germania                                                                                      |                                                 |                                                             |                     |                                                                  |
| Prince Vladimir Князь Владимир (Knyaz Vladimir)                                                                       | Rusia |                                                 |                                                             |                     |                                                                  |
| Queer Duck: The Movie                                                                                                 | Statele Unite ale Americii                                                                                |                                                 |                                                             |                     |                                                                  |
| Renaissance | Franța |                                                 |                                                             |                     |                                                                  |
| Robotech: The Shadow Chronicles                                                                                       | Statele Unite ale Americii                                                                                |                                                 |                                                             |                     |                                                                  |
| Romeo & Juliet: Sealed with a Kiss                                                                                    | Statele Unite ale Americii                                                                                |                                                 |                                                             |                     |                                                                  |
| A Scanner Darkly | Statele Unite ale Americii                                                                                |                                                 |                                                             |                     |                                                                  |
| Scooby-Doo! Pirates Ahoy!                                                                                             | Statele Unite ale Americii                                                                                |                                                 |                                                             |                     |                                                                  |
| Shark Bait aka. Pi's Story aka. The Reef                                                                              | Statele Unite ale Americii · Coreea de Sud                                                                |                                                 |                                                             |                     |                                                                  |
| Strawberry Shortcake: The Sweet Dreams Movie                                                                          | Statele Unite ale Americii                                                                                |                                                 |                                                             |                     |                                                                  |
| Superman: Brainiac Attacks                                                                                            | Statele Unite ale Americii                                                                                |                                                 |                                                             |                     |                                                                  |
| Tales from Earthsea ゲド戦 (Gedo Senki)                                                                               | Japonia                                                                                                   |                                                 |                                                             |                     |                                                                  |
| Teen Titans: Trouble in Tokyo                                                                                         | Statele Unite ale Americii                                                                                |                                                 |                                                             |                     |                                                                  |
| Tekkon Kinkreet 鉄コン筋クリート                                                                                      | Japonia                                                                                                   |                                                 |                                                             |                     |                                                                  |
| Tom and Jerry: Shiver Me Whiskers                                                                                     | Statele Unite ale Americii                                                                                |                                                 |                                                             |                     |                                                                  |
| Tony Hawk in Boom Boom Sabotage                                                                                       | Statele Unite ale Americii                                                                                |                                                 |                                                             |                     |                                                                  |
| U | Franța |                                                 |                                                             |                     |                                                                  |
| The Ugly Duckling and Me Den grimme ælling og mig                                                                     | Franța · Germania · Republica Irlanda · Regatul Unit al Marii Britanii și al Irlandei de Nord · Danemarca |                                                 |                                                             |                     |                                                                  |
| Ultimate Avengers | Statele Unite ale Americii                                                                                |                                                 |                                                             |                     |                                                                  |
| Ultimate Avengers 2                                                                                                   | Statele Unite ale Americii                                                                                |                                                 |                                                             |                     |                                                                  |
| VeggieTales: Gideon Tuba Warrior                                                                                      | Statele Unite ale Americii                                                                                |                                                 |                                                             |                     |                                                                  |
| The Warrior 黃飛鴻勇闖天下                                                                                            | Republica Populară Chineză                                                                                |                                                 |                                                             |                     |                                                                  |
| The Wild | Statele Unite ale Americii · Canada                                                                       | Steve 'Spaz' Williams                           | Walt Disney Pictures C.O.R.E.                               | CG animation        |                                                                  |
| Wood & Stock: Sexo, Orégano e Rock'n'Roll                                                                             | Brazilia                                                                                                  |                                                 |                                                             |                     |                                                                  |